# Orodrominae
Orodrominae es una subfamilia extinta de ornitópodos tescelosáuridos que vivieron durante el Cretácico en América del Norte.

## Distribución
Los orodrominos fueron un grupo cuyos fósiles solo se han descubierto en Canadá y Estados Unidos. Por ejemplo Albertadromeus, como sugiere su nombre, solo aparece en la parte superior (la más reciente) de la Formación Oldman en el Grupo Belly River de Alberta, Canadá. Orodromeus, el género tipo, estuvo distribuido a través del estado de Montana. Su holotipo fue hallado en Egg Mountain en la Formación Dos Medicinas. Los fósiles de Oryctodromeus fueron hallados en la sección de Lima Peaks de la Formación Blackleaf, también de Montana. Zephyrosaurus, el género más ampliamente extendido, vivió en el sur de Montana y el norte de Wyoming. La localidad de su holotipo es el Cañón Wolf Creek, el cual es una arenisca de la Formación Cloverly.

## Edad
Los orodrominos vivieron en un amplio rango temporal comenzando en el Aptiense y finalizando en el Campaniense. Los primeros fósiles son los de Zephyrosaurus y datan del Aptiano, hace 113 millones de años. Tras un vacío de 13 millones de años en el registro fósil, se encuentran los fósiles del menos común Oryctodromeus que datan de hace unos 95 millones de años en el Cenomaniense. Los fósiles que siguen en la cronología datan de hace 76.5 millones de años y pertenecen a Albertadromeus. El último miembro del grupo que parece en el registro fósil de los orodrominos es el género tipo, Orodromeus y data de hace 75 millones de años.

## Paleoecología

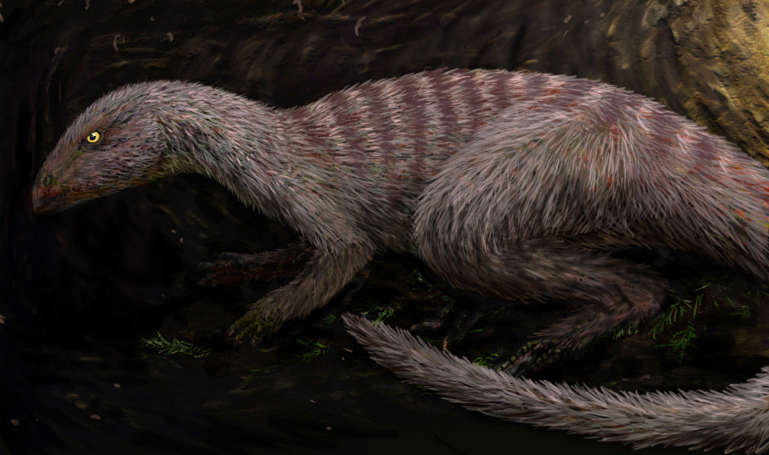
Una ilustración de Oryctodromeus excavando.

Todos los orodrominos eran básicamente herbívoros que vivían en el suelo. Se han descubierto madrigueras realizadas por Oryctodromeus. Es probable que Orodromeus y Zephyrosaurus también vivieran en madrigueras.

## Clasificación
Orodrominae es el taxón hermano de la subfamilia Thescelosaurinae. Su taxón superior es la familia Thescelosauridae (Brown et al, 2013).

### Filogenia
Anteriormente, todos los géneros de Orodrominae (exceptuando a Albertadromeus, el cual fue nombrado junto con Orodrominae) fueron clasificados en el grupo no natural Hypsilophodontidae. Este se considera actualmente como una colección de miembros basales de Euornithopoda. El cladograma a continuación se basa en un análisis filogenético de Brown et al., 2013.

|  | TMP 2008.045.0002 |
|  |                   |
|  | Oryctodromeus     |
|  |                   |

|  | Albertadromeus |
|  |                |
|  | Orodromeus     |
|  |                |
|  | Zephyrosaurus  |
|  |                |

|  | TMP 2008.045.0002 |
|  |                   |
|  | Oryctodromeus     |
|  |                   |

|  | Albertadromeus |
|  |                |
|  | Orodromeus     |
|  |                |
|  | Zephyrosaurus  |
|  |                |

|  | Parksosaurus |
|  | |
|  | \| \| Changchunsaurus \| \| \| \| \| \| Jeholosaurus \| \| \| \| \| \| Haya \| \| \| \| \| \| Thescelosaurus \| \| \| \| |
|  | |
|  | Changchunsaurus |
|  | |
|  | Jeholosaurus |
|  | |
|  | Haya |
|  | |
|  | Thescelosaurus |
|  | |

|  | Changchunsaurus |
|  |                 |
|  | Jeholosaurus    |
|  |                 |
|  | Haya            |
|  |                 |
|  | Thescelosaurus  |
|  |                 |

|  | TMP 2008.045.0002 |
|  |                   |
|  | Oryctodromeus     |
|  |                   |

|  | Albertadromeus |
|  |                |
|  | Orodromeus     |
|  |                |
|  | Zephyrosaurus  |
|  |                |

|  | TMP 2008.045.0002 |
|  |                   |
|  | Oryctodromeus     |
|  |                   |

|  | Albertadromeus |
|  |                |
|  | Orodromeus     |
|  |                |
|  | Zephyrosaurus  |
|  |                |

|  | Parksosaurus |
|  | |
|  | \| \| Changchunsaurus \| \| \| \| \| \| Jeholosaurus \| \| \| \| \| \| Haya \| \| \| \| \| \| Thescelosaurus \| \| \| \| |
|  | |
|  | Changchunsaurus |
|  | |
|  | Jeholosaurus |
|  | |
|  | Haya |
|  | |
|  | Thescelosaurus |
|  | |

|  | Changchunsaurus |
|  |                 |
|  | Jeholosaurus    |
|  |                 |
|  | Haya            |
|  |                 |
|  | Thescelosaurus  |
|  |                 |